# Rhaebo anderssoni
Bufo anderssoni és una espècie d'amfibi que viu al Brasil, Colòmbia i, possiblement també, al Perú i Veneçuela.
Està amenaçada d'extinció per la pèrdua del seu hàbitat natural.